# Усть-Алташа
Усть-Алташа (рос. Усть-Алташа) — улус Мухоршибірського району, Бурятії Росії. Входить до складу Сільського поселення Підлопатинського.
Населення —  200 осіб (2015 рік). 